# Zdzisław Masełko
Zdzisław Masełko (ur. 5 czerwca 1922 we Lwowie, zm. 13 czerwca 2006 w Berlinie) – polski hokeista grający na pozycji napastnika (prawoskrzydłowego), reprezentant kraju, trener, selekcjoner reprezentacji Polski w latach 1966–1969, oficer straży pożarnej w Bytomiu.

## Kariera
Zdzisław Masełko karierę rozpoczął w 1940 roku w Lokomotiwie Lwów, w której występował do 1941 roku. Karierę wznowił tuż po zakończeniu II wojny światowej, w 1946 roku w Polonii Bytom, w której występował do 1951 roku.
Następnie w latach 1951–1957 był zawodnikiem Legii Warszawa, w której szybki i dobrze wyszkolony technicznie zawodnik tworzył tercet ataku wraz z Mieczysławem Palusem i Marianem Jeżakiem, 6-krotnie zdobywał mistrzostwo Polski (1952, 1953 – najlepszy strzelec drużyny wraz z Marianem Jeżakiem (po 15), 1954 – najlepszy strzelec drużyny wraz z Maksymilianem Więckiem (po 27), 1955, 1956, 1957).
Potem wraz z kolegą z drużyny – Zdzisławem Trojanowskim przeszedł do bieniaminka ekstraligi – Piasta Cieszyn, w której występował do 1959 roku, będąc także grającym trenerem drużyny, którą prowadził wraz z Bronisławem Hutą. Następnie w sezonie 1959/1960 ponownie występował w II lidze w Polonii Bytom, w której po zakończeniu sezonu w wieku 37 lat zakończył sportową karierę.

## Kariera reprezentacyjna
Zdzisław Masełko w reprezentacji Polski w latach 1951–1953 rozegrał 9 meczów, w których strzelił 2 gole. Zadebiutował w niej 28 stycznia 1951 roku w Berlinie Wschodnim w wygranym 3:8 meczu towarzyskim z reprezentacją NRD. W 1952 roku był blisko wyjazdu z drużyną na igrzyska olimpijskie 1952 do Oslo, jednak kontuzja wykluczyła go z udziału w tym turnieju.

## Kariera trenerska
Zdzisław Masełko jeszcze w trakcie kariery sportowej rozpoczął karierę trenerską. W latach 1963/1964 został grającym trenerem Piasta Cieszyn. W sezonie 1960/1961 był trenerem Górnika Katowice, z którym zdobył wicemistrzostwo Polski. W latach 1961–1972 trenował Polonię Bydgoszcz, z którą dwukrotnie sięgnął po brązowy medal mistrzostw Polski (1964, 1965).
Pracę w klubie łączył jednocześnie z pracą w reprezentacji Polski, w której w latach 1964–1965 był asystentem Mariana Jeżaka, a w latach 1966–1965 był głównym selekcjonerem Biało-Czerwonych, którą prowadził na trzech turniejach o mistrzostwo świata (1966 – 8. miejsce (spadek), 1967 – brak awansu mimo zwycięstwa w Grupie B z powodu pomniejszenia Grupy A na turniej 1969, co było jedną z przyczyn rezygnacji z udziału Biało-Czerwonych na igrzyskach olimpijskich 1968 w Grenoble, 1969 – 2. miejsce w Grupie B). Potem trenował w latach 1972–1974 reprezentację Polski U-19, którą prowadził na dwóch turniejach o mistrzostwo Europy juniorów (1973 – awans do Grupy A, 1974 – 5. miejsce)
W sezonie 1975/1976 prowadził II ligową Cracovię (3. miejsce w Grupie Południowej), po czym wrócił do Bydgoszczy, gdzie w latach 1976–1980 ponownie prowadził Polonię Bydgoszcz, w sezonie 1982/1983 BKS Bydgoszcz (8. miejsce w lidze) oraz w sezonie 1987/1988 po raz trzeci, tym razem II ligową Polonię Bydgoszcz (2. miejsce w lidze), po czym zakończył karierę trenerską.

## Sukcesy

### Zawodnicze
Legia Warszawa
- Mistrzostwo Polski: 1952, 1953, 1954, 1955, 1956, 1957

### Trenerskie
Górnik Katowice
- Wicemistrzostwo Polski: 1961

Polonia Bydgoszcz
- Brązowy medal mistrzostw Polski: 1964, 1965

## Odznaczenia
- Złota Odznaka PZHL (1972)[2]
- Medal Za Zasługi dla PZHL (1986)[2]

## Życie prywatne
Zdzisław Masełko miał żonę, syna oraz wnuki. Pasjonował się starymi samochodami. W 1987 roku wyjechał do Berlina, gdzie zamieszkał na stałe oraz zmarł 13 czerwca 2006 roku w wieku 84 lat.